# Le Fauga
Le Fauga (okzitanisch: Le Haugar) ist eine französische Gemeinde mit 2.509 Einwohnern (Stand: 1. Januar 2022) im Département Haute-Garonne in der Region Okzitanien (zuvor Midi-Pyrénées). Lamasquère gehört zum Arrondissement Muret und zum Kanton Muret. Die Einwohner werden Faugatiens genannt.

## Geografie
Le Fauga liegt in der historischen Provinz Savès, etwa sieben Kilometer südsüdwestlich von Muret an der Garonne. Le Fauga wird umgeben von den Nachbargemeinden Muret im Norden und Osten, Beaumont-sur-Lèze im Osten und Südosten, Mauzac und Noé im Süden, Lavernose-Lacasse im Westen und Südwesten sowie Saint-Hilaire im Nordwesten.

## Geschichte

### Munitionsfabrik und Internierungslager

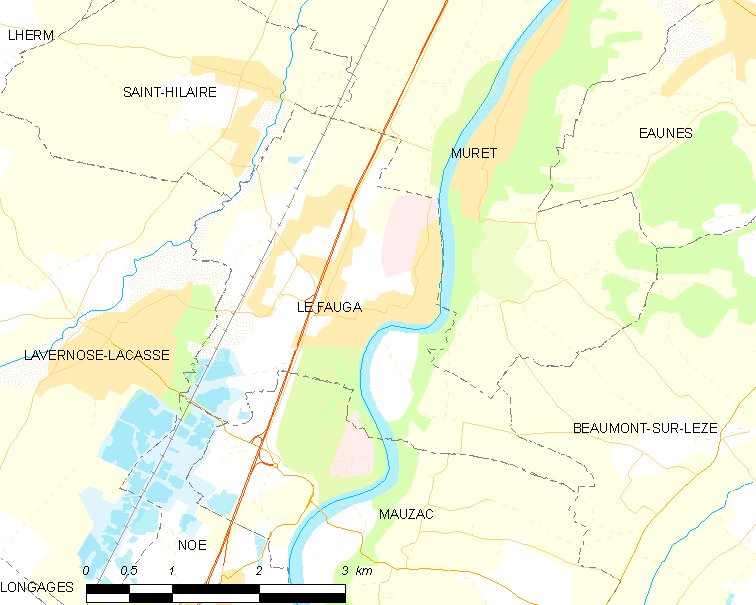
Das Gemeindedreieck Noé – Mauzac – Le Fauga

Vom November 1940 bis Oktober 1944:S. 564 – nach anderen Quellen von 1941 bis 1947 – existierte auf einem Gelände, das sich über Teile der Gemarkungen von Noé, Mauzac und Le Fauga erstreckte, das Camp de Noé. Inwieweit es eine eigenständige Lagerentwicklung für das zu Le Fauga gehörende Gelände gibt, ist aus den Quellen nicht eindeutig zu rekonstruieren. Christian Eggers erwähnt Le Fauga eher nebenbei im Zusammenhang mit den Überstellungen unerwünschter Ausländer (Deutsche, Österreicher), die in Belgien nach dem deutschen Angriff im Zuge des Westfeldzugs interniert und in französische Internierungslager abgeschoben wurden. Diese Transporte fanden Mitte Mai 1940 statt.:S. 65 f. und erreichten Le Fauga also bereits vor dem von Eggers erwähnten Eröffnungszeitpunkt für das Camp de Noé.
Nach einer weiteren Quelle befanden sich seit Juni 1939 auch schon ausländische Zwangsarbeiter in Le Fauga. Hier sollen mehrere Compagnies de Trabvailleurs Étrangers (CTE; Fremdarbeiter-Kompagnien) stationiert gewesen sein, die später unter dem Vichy-Regime als Groupes de Travailleurs Étrangers (GTE) fortbestanden. Ihr Standort sei eine Schießpulverfabrik gewesen. Dies wird für die Zeit bis Juni 1940 auch von der Nationalen Altersversicherungskasse bestätigt.
Bei dieser Schießpulverfabrik handelte es sich um eine Außenstelle der Poudrerie Nationale de Toulouse, die 1943–1944 unter deutscher Verwaltung stand. In einem leider nur zum Teil frei zugänglichen Artikel aus dem Oktober 2021 wird das 50 Hektar große Gelände zwischen der Autoroute A64 und der Garonne als „tickende Zeitbombe“ (une bombe é retardement) bezeichnet, da sich hier noch immer Munition aus dem Zweiten Weltkrieg befinde. Erst seit dem Sommer 2021 gebe es Anzeichen dafür, dass sich der französische Staat nach jahrelangem Tauziehen mit der Entgiftung des ehemaligen Industriegeländes befassen wird.
Eine dem Artikel in La Depeche vorangestellte Lagekarte zeigt, dass sich die Poudrerie nördlich von Le Fauga befand (Punkt A auf der Karte).  Das Camp de Noé befand sich dagegen an einer anderen Stelle, wie sich aus Informationen der AJPN und anderen Quellen ergibt. Bei der AJPN heißt es, dass das französische Kriegsministerium 1937 auf einem 14 Hektar großen Gelände nördlich von Noé eine Nebenstelle der Pulverfabrik in Le Fauga eingerichtet habe. Dieses südlich von Le Fauga gelegene Gelände wurde dann der Standort des Camp de Noé und die Umkleidekabinen und die Tribüne des Sportplatzes von Noé sollen über einem der Gebäude des ehemaligen Lagers errichtet worden sein (Punkt B auf der Karte).
Weshalb das Camp de Noé nur den Namen einer der drei Gemeinden trägt, auf deren Gemarkungen es errichtet wurde, ließ sich nicht mehr klären. Die ONERA wiederum macht es umgekehrt. Obwohl deren offizielle Postadresse „31410 Mauzac“ lautet, spricht sie auf ihren Webseiten stets vom „Centre ONERA du Fauga-Mauzac“ (Punkt C auf der Karte).

## Bevölkerungsentwicklung
| Jahr                      | 1962 | 1968 | 1975 | 1982 | 1990 | 1999 | 2006 | 2013 |
| ------------------------- | ---- | ---- | ---- | ---- | ---- | ---- | ---- | ---- |
| Einwohner                 | 424  | 489  | 546  | 708  | 889  | 1099 | 1551 | 1900 |
| Quelle: Cassini und INSEE |      |      |      |      |      |      |      |      |

## Verkehr
Durch die Gemeinde führt die schon erwähnte Autoroute A64. Es gibt außerdem einen Haltepunkt an der Bahnstrecke Toulouse–Bayonne, der im Regionalverkehr mit TER-Zügen bedient wird.

## Sehenswürdigkeiten

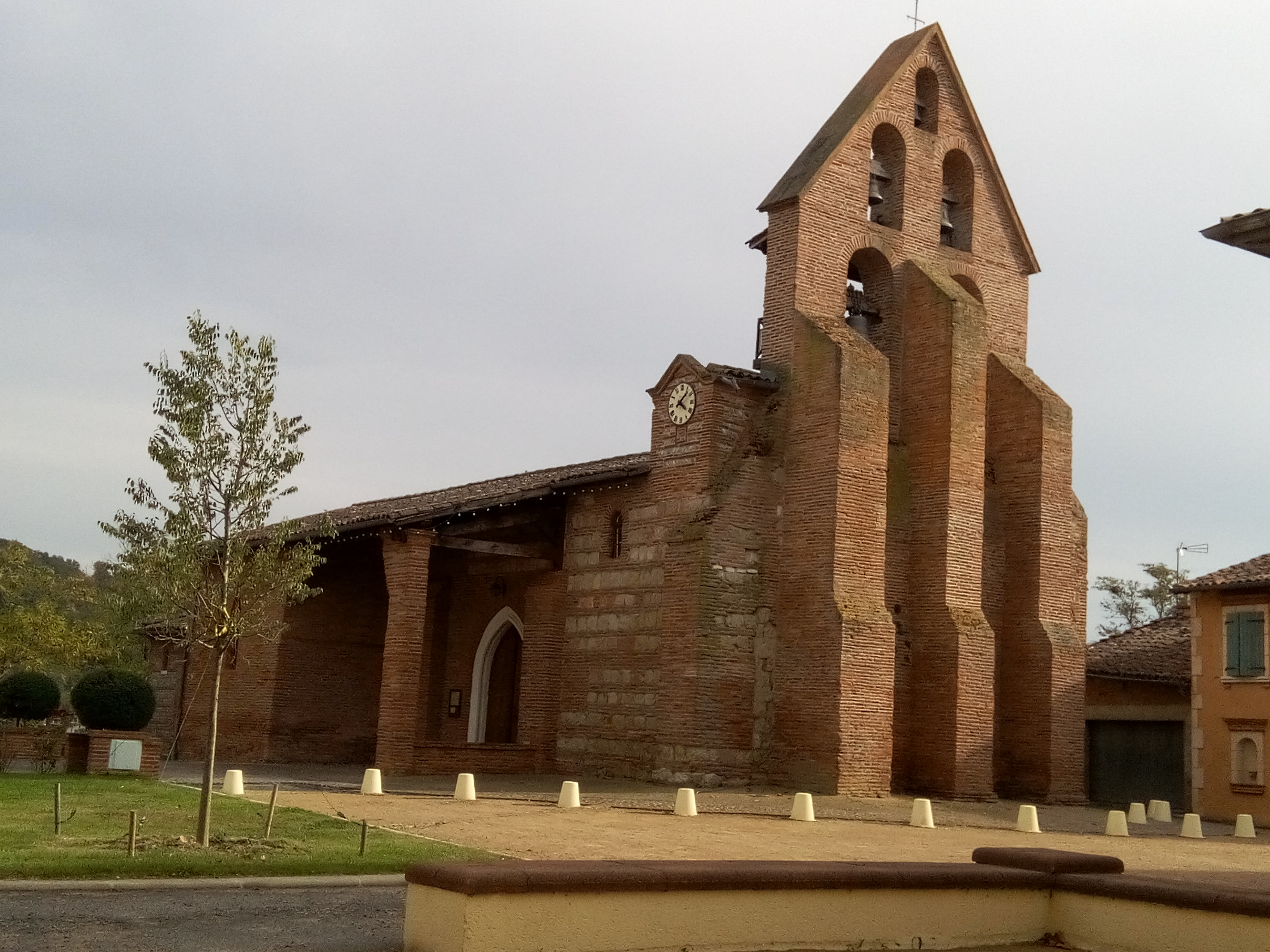
Kirche Saint-Julien

- Kirche Saint-Julien
- Kapelle Notre-Dame
- Markthalle